# Avenue Parmentier
L’avenue Parmentier est une avenue des 10e et 11e arrondissements de Paris, en France.

## Situation et accès
Elle commence au 10, place Léon-Blum et finit au 2, avenue Claude-Vellefaux.

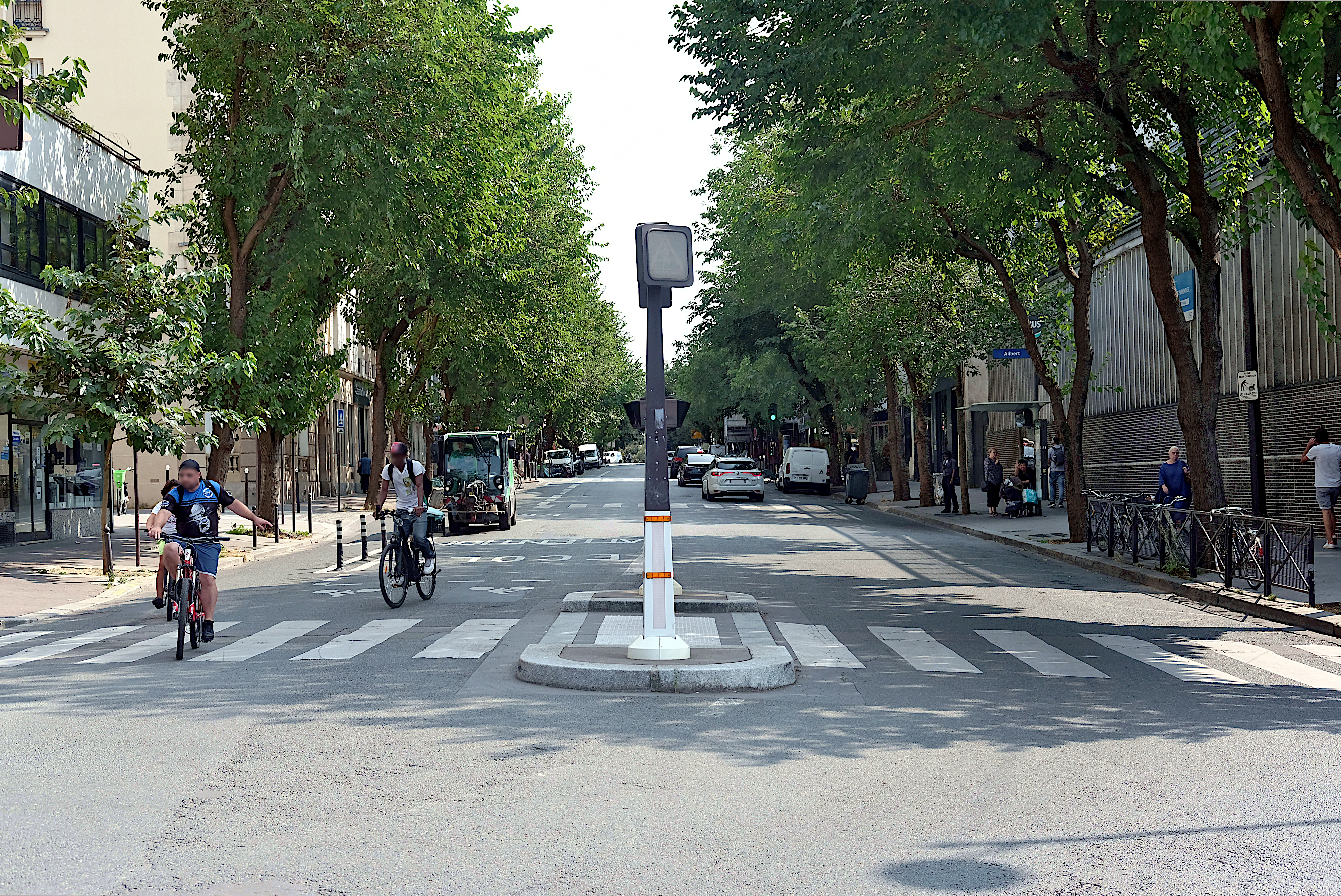
L'avenue vue depuis l'avenue Claude-Vellefaux (2024).
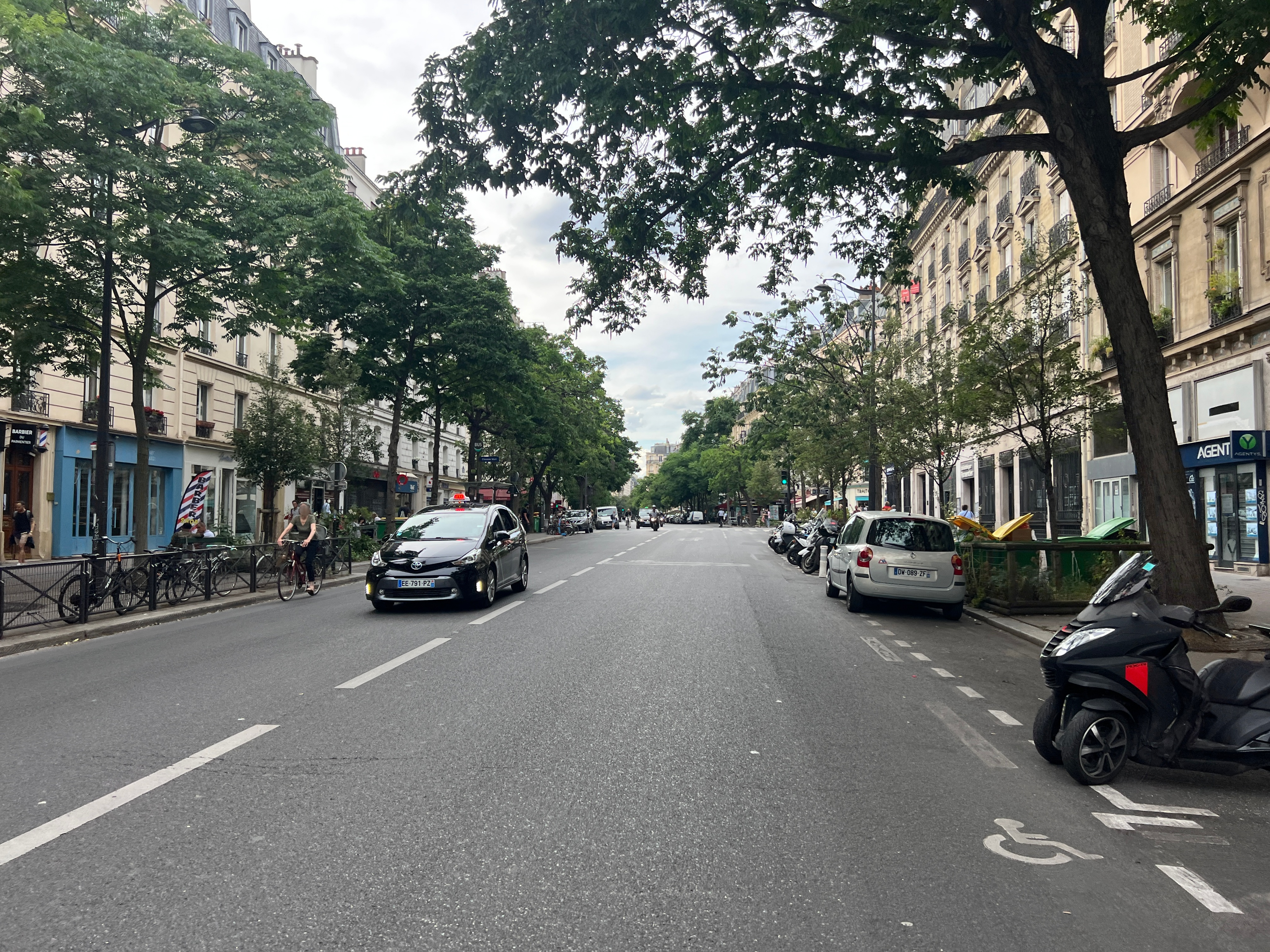
En 2022.

Ce site est desservi par les stations de métro République (lignes 3, 5, 8, 9 et 11), Parmentier (ligne 3), Goncourt (ligne 11) et Voltaire (ligne 9).

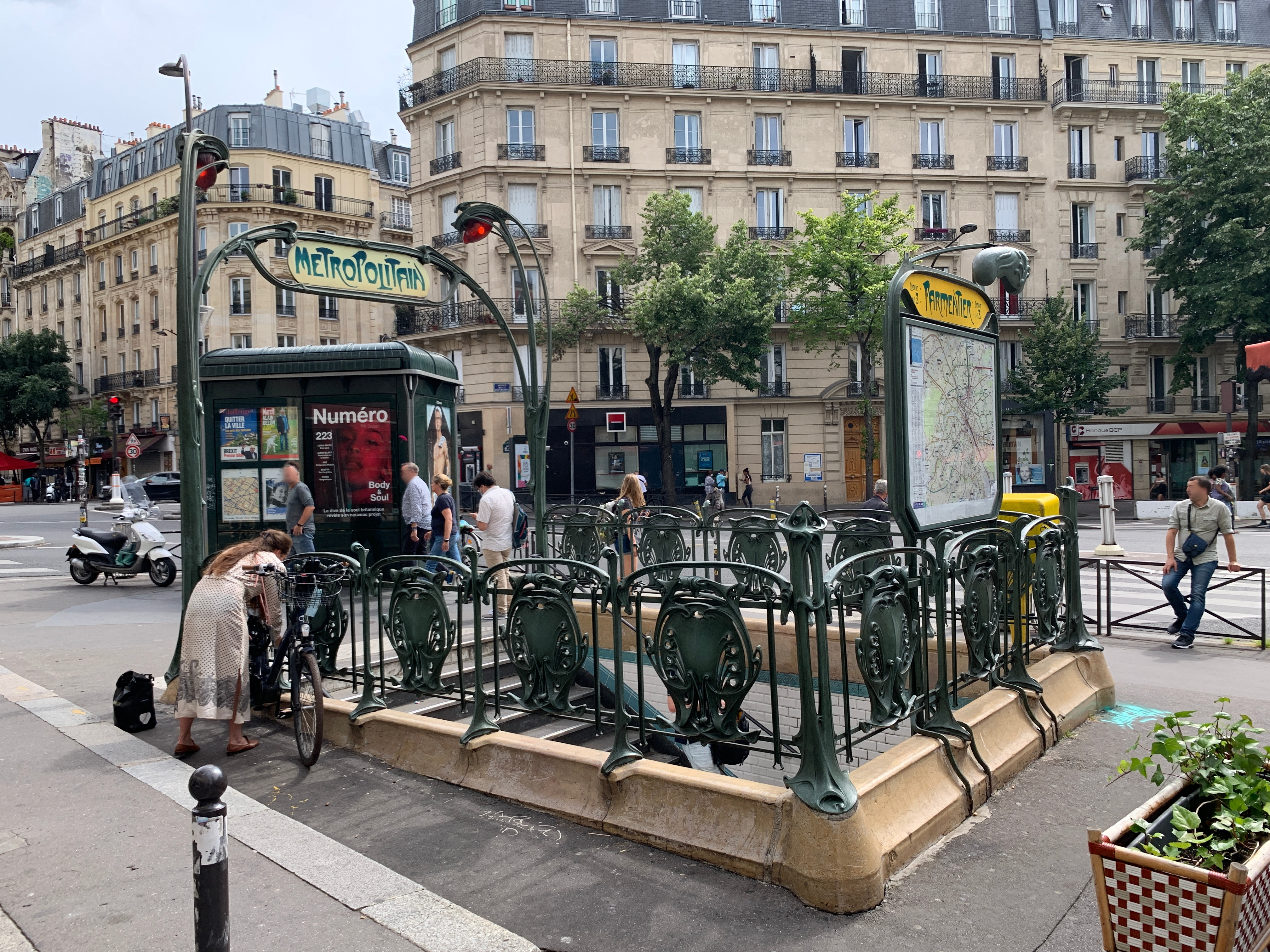
Métro Parmentier.
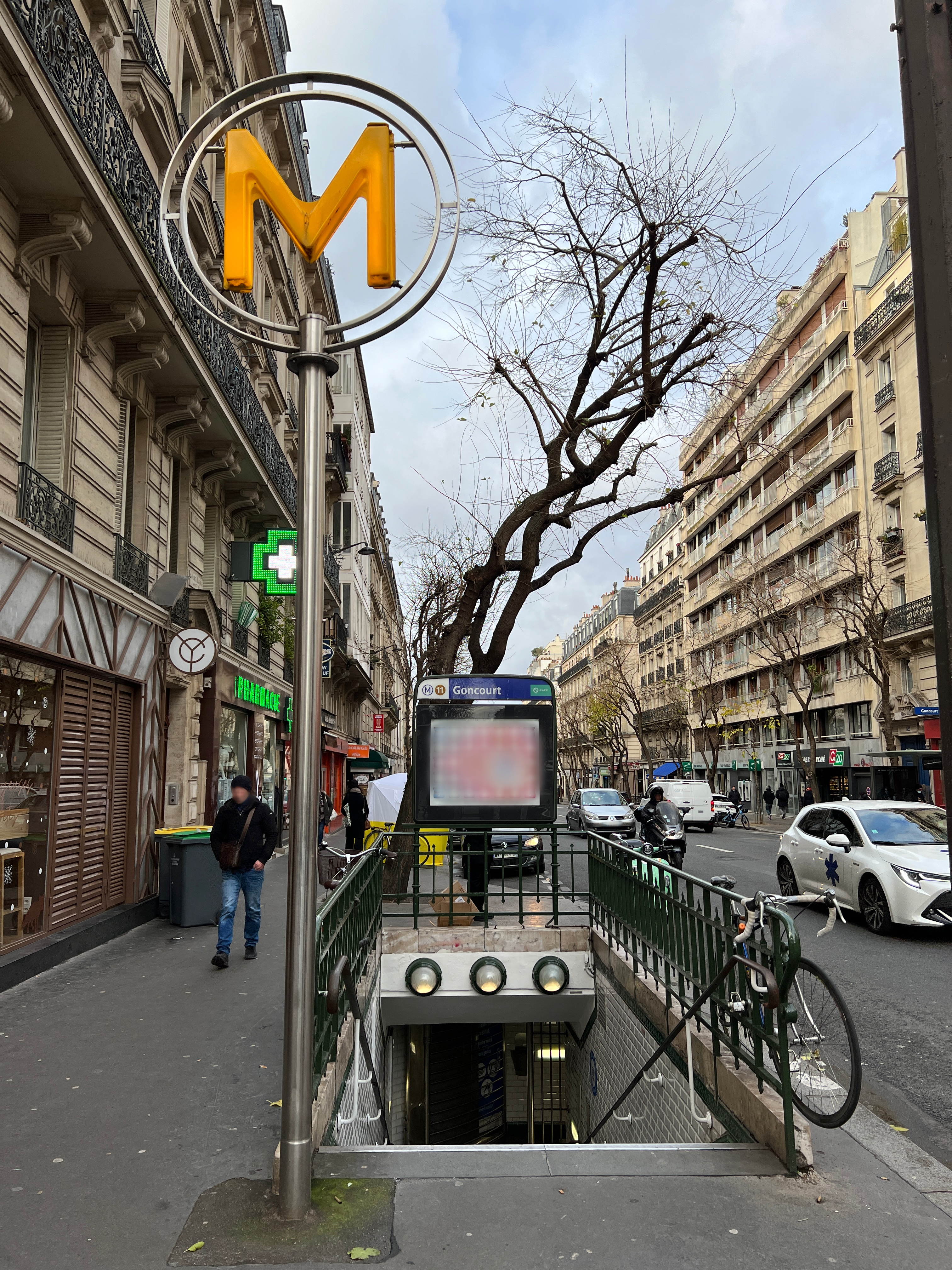
Métro Goncourt.

## Origine du nom

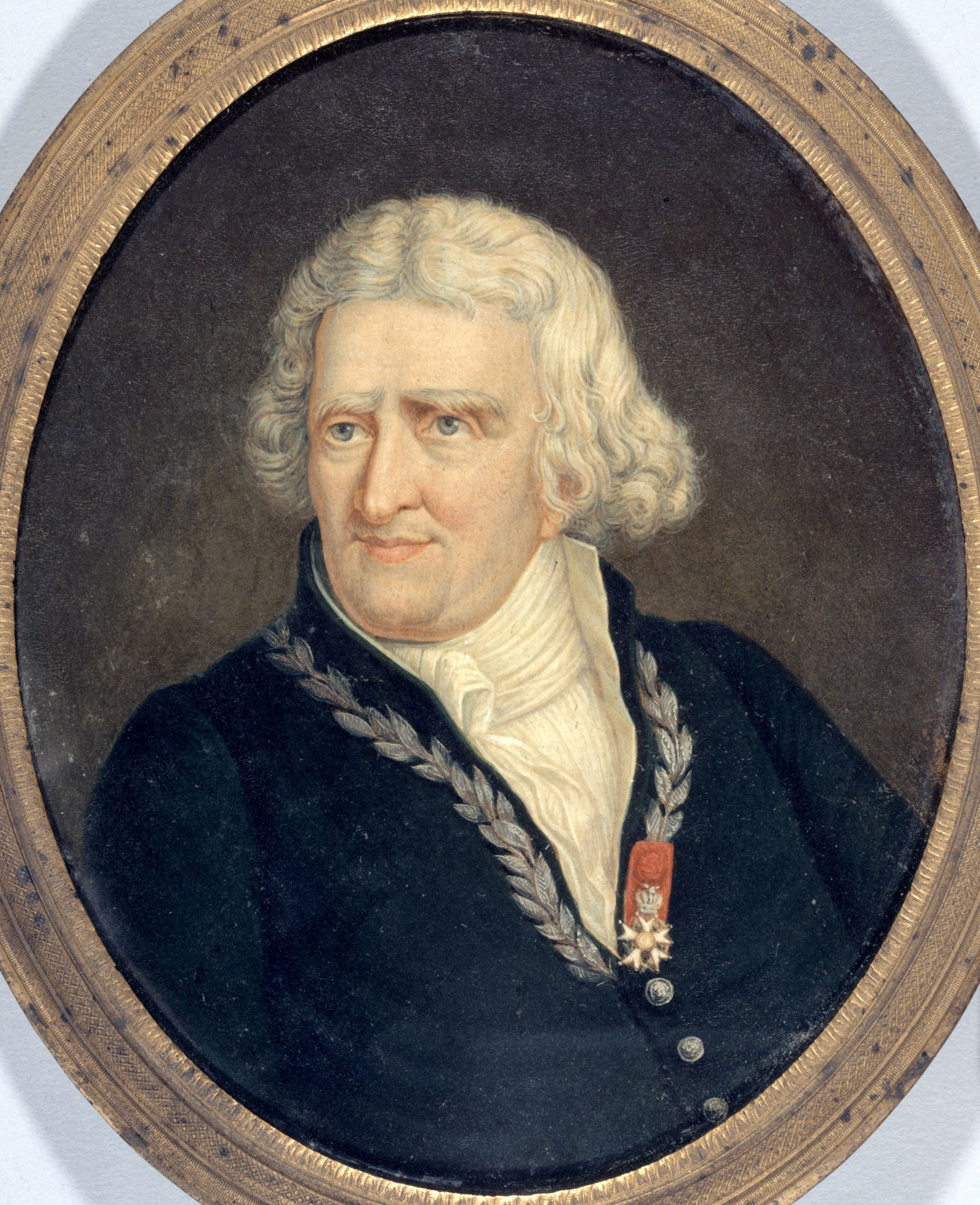
Antoine Parmentier.

Cette avenue porte le nom de l'agronome Antoine Parmentier (1737-1813), à cause du voisinage de sa maison située no 68 rue du Chemin-Vert.

## Historique
Une décision ministérielle du 21 août 1818 prescrit la formation de cette avenue, dont la largeur était fixée à 26 mètres, entre les rues des Amandiers (devenue rue du Chemin-Vert) et Saint-Ambroise sous le nom d'« avenue Parmentier » (côté impair).
Par décret du 10 décembre 1855, elle est percée entre la rue Corbeau et l’avenue Claude-Vellefaux, elle est prolongée en 1857 entre la place Voltaire et la rue du Chemin-Vert.
Par décret du 4 novembre 1876, on y ajouta toute la partie comprise entre les rues Saint-Ambroise et Fontaine-au-Roi
Par décret du 16 avril 1883 elle est prolongée entre les rues de la Fontaine-au-Roi et Faubourg-du-Temple, puis par décret du 26 novembre 1883 le côté pair de l'avenue situé entre les rues du Chemin-Vert) et Saint-Ambroise est construit.
La partie située du côté des numéros pairs entre la rue Saint-Ambroise et la rue du Chemin-Vert marquait la limite des abattoirs de Ménilmontant.

## Bâtiments remarquables et lieux de mémoire

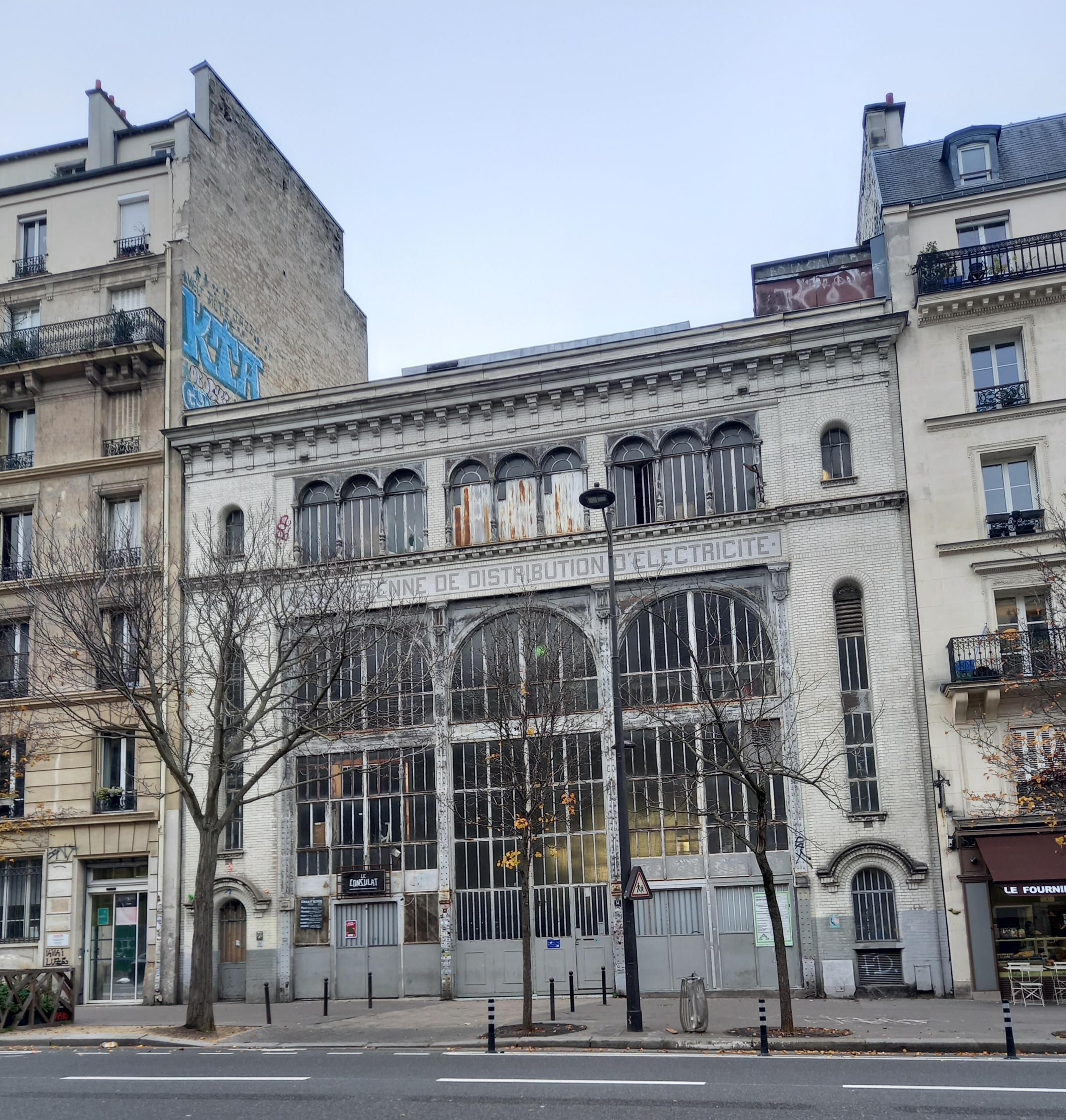
Sous-station Voltaire, n°14.

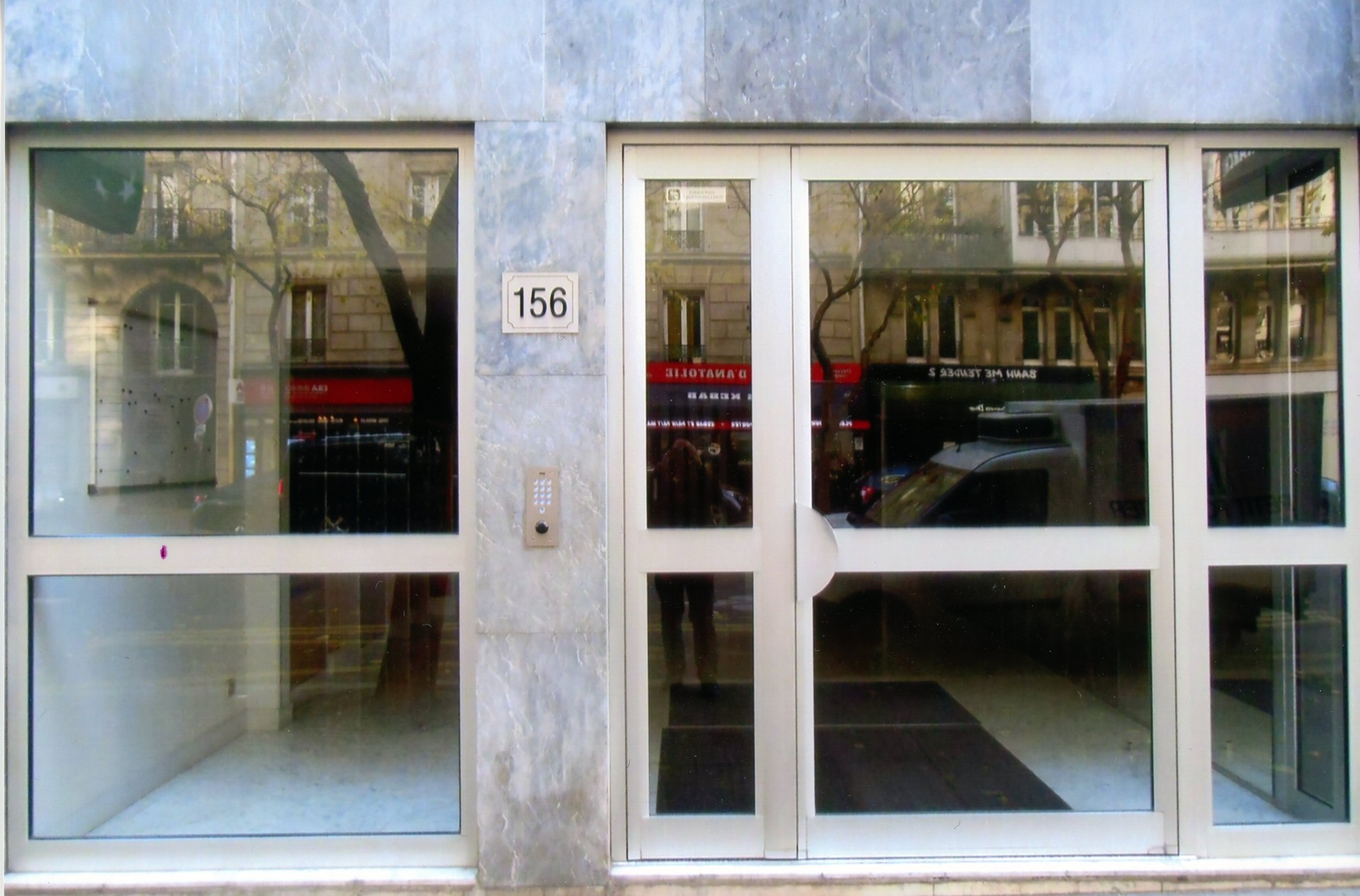
Centre de recherches phénoménologiques et herméneutiques du CNRS dirigé par Paul Ricœur, 156 avenue Parmentier.

- No  11 : dernière demeure du sculpteur Henri Honoré Plé, mort en ce lieu le 31 janvier 1922.
- No  14 : ancienne sous-station électrique Voltaire, construite par l'architecte Paul Friesé[1], typique des 36 bâtiments analogues édifiés entre 1900 et la Seconde Guerre mondiale. Abritant La Générale, l'édifice a été transformé en centre culturel.
- No  80 : groupe scolaire privé Charles-Péguy, abritant un collège et un lycée sous contrat avec l'État[2].
- No  87 : caserne de sapeurs-pompiers construite par les architectes Paillot et Verdier.
- No  88 bis : sortie de la station de métro Parmentier dessinée en 1900 par Hector Guimard, inscrite au titre des monuments historiques depuis le 29 mai 1978[3].
- No 90 : immeuble construit en 1909 par Xavier Schoellkopf[4].
- No  156 : immeuble ayant abrité le Centre de recherches phénoménologiques et herméneutiques du CNRS dirigé par Paul Ricœur[5].